# Samland bispedømme
Samland bispedømme var et af ni bispedømmer, som eksisterede i Den Tyske Ordensstat.
Bispedømmet blev grundlagt i 1243 samtidig med de tre andre bispedømmer i Preussen: (Pomesanien, Kulm og Ermland bispedømme), og udgjorde den nordlige del af det senere Østpreussen. Det blev opkaldt efter det gammelpreussiske landskab Samland, som den Tyske orden havde erobret og kristnet.
Den tyske ridderorden var også verdslig hersker over to tredjedele af bispedømmet. Resten var formelt i biskoppen af Samlands besiddelse (og udgjorde altså et højstift). På det kirkelige plan lå de preussiske bispedømmer fra 1255 under Riga ærkebispedømme. Biskoppens residens lå i Fischhausen (nu Primorsk), men bispedømmets katedral var domkirken i Königsberg (Kaliningrad).
I 1523 gik den daværende biskop af Samland og Pomesanien, Georg von Polenz, over til den lutherske tro. To år senere blev den tyske ordensstat sekulariseret, og reformationen gennemført. Territoriet blev forvandlet til det verdslige, protestantiske hertugdømme Preussen. Samland bispedømme blev derfor ophævet. Frem til 1587 fandtes der imidlertid protestantiske biskopper af Samland.
Først i 1820 blev Samland igen del af et katolsk bispedømme, nemlig af Ermland bispedømme, som havde overlevet reformationen.

## Biskopper over Samland
- Dietrich I. 1252-1254
- Heinrich I. von Streitberg 1254-1274
- Hermann von Köln 1274-1276, † 1287
- Christian von Mühlhausen 1276-1295
- Siegfried von Regenstein 1295-1318
- ubesat 1318-1320
- Johann I. von Clare 1320-1344
- Johann II. von Bludau 1344-1358
- (Jakob von Kulm 1344-1354)
- Bartholomäus von Radam 1354-1378
- Thilo von Marburg 1378-1386
- Heinrich II. Kuwal 1387-1395
- Heinrich III. von Seefeld 1395-1414
- Heinrich IV. von Schanenburg 1415-1416
- Johann II. von Saalfeld 1416-1425
- Michael Jung 1425-1442, † 1443
- Nikolaus I. Schlotterkopf 1442-1470
- Dietrich II. von Cuba 1470-1474 (ermordet),
- Johann III. von Rehewinkel 1474-1497
- Nikolaus II. Krender 1497-1503
- Paul von Watt 1503-1505
- Günther von Bünau 1505-1518
- George of Polentz (de:Georg von Polenz) 1518-1550, der omdannede det til et luthersk bispedømme
- Joachim Mörlin (de:Joachim Mörlin) 1550-1571
- Tilemann Heshusius (de:Tilemann Hesshus) 1571-1577

54°42′23″N 20°30′42″Ø / 54.706389°N 20.511667°Ø